# Chang Moo Kwan

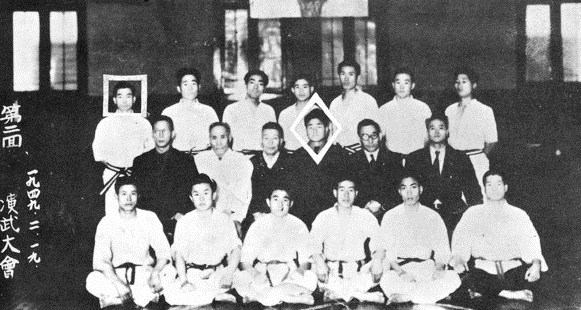
Una foto conmemorativa hecha en la 3.ª Prueba de Promoción Regular celebrada a YMCA Seúl, Corea, el 3 de noviembre de 1948.

Chang Moo Kwan es una de las nueve escuelas originales del Taekwondo que fue fundado por Lee Nam Suk y Kim Soon Bae.

## Etimología
El Chang Moo Kwan puede tener diferentes significados. Una traducción literal es: Chang significa crear o desarrollo en coreano, Moo se traduce del coreano como arte marcial y Kwan como casa o escuela.  Chang Moo Kwan unido significa: Escuela del desarrollo del arte marcial o la Escuela de la creación del arte marcial.

## Historia
Al final de la Segunda Guerra Mundial, surgieron algunas escuelas Kwans de artes marciales coreanas. Al final de los años 1950, estas escuelas Kwans se unen bajo el nombre de Tae Soo Do. Unos aňos más tarde, el nombre de Taekwondo fue adoptado por su similitud al nombre de Taekkyon (practicado por las dinastías Coreanas de "Goguryeo, Silla, Baekjae y Goryeo").
Lee, Nam Suk fue estudiante de Byung In Yoon que fundó la "YMCA Kwon Bop Bu" (권법무) en el 1946. Byung In Yoon estudio Chinese Kung Fu (ch'uan-fa) bajo la guía de un Instructor Mongol en Manchuria.
Yoon entreno karate en la agrupación de Karate en la Universidad en Japón bajo la supervisión de Kanken Tōyama. Cuando estaba entrenando Karate en Japón, un grupo de estudiantes de Karate Japoneses perseguían a un estudiante Coreano y lo estaban golpeando fuertemente. Yoon Byung-in furioso con los estudiantes de Karate Japoneses entró al rescate utilizando su Chuan-fa. Él esquivo y evadió los golpes y ataques de puño y piernas de los estudiantes de Kárate hasta el punto que ellos se rindieron y corrieron hasta su maestro y le comentaron lo que pasó. Su maestro era Kanken Tōyama quien al oír la hazaňa invitó a Yoon Byung-in para que le explicara la técnica que utilizó exitosamente contra sus estudiantes de Karate. Yoon Byung-in le explicó a Toyama que utilizó su conocimiento de "Chuan-fa" el cual aprendió en Manchuria. Toyama aprecio el saber que utilizó el Chuan-fa ya que el mismo (Toyama) lo había practicado en Taiwán por 7 aňos anteriormente. Ante esto ellos decidieron intercambiar conocimientos; Yoon Byung-in le enseňaria a Toyama Kanken Chuan-fa y Toyama Kanken le enseñaría a Yoon Byung-in su estilo de Shudo-Ryu karate. Yoon luego creó su Arte llamado "Kwon Bop Kong Soo Do". A diferencia de otras escuelas de taekwondo, el Chang Moo Kwan fue mayormente basado en sus inicios en Chinese Kung Fu (ch'uan-fa). En los inicios del Chang Moo Kwan se enseñó las formas o patrones Palgi kwon (este es influenciado por Bajiquan). Yoon desapareció durante la "Korean War"  Guerra de Corea. Sus enseňanzas fueron transmitidas por sus estudiante Lee, Nam Suk, quien luego cambió el nombre de la escuela a Chang Moo Kwan.

## Organización
Hoy, el Taekwondo Chang Moo Kwan existe en Corea como un grupo fraternal con su oficina y escuela atlética situada en Seúl. Él actual Presidente del Chang Moo Kwan es el "Grandmaster" Kim Joong Young. "Grandmaster" Kim es también miembro del Comité de Promociones de Cinturones  Negros de Alto Dan en el "Kukkiwon". El curiculo de artes marciales official del Chang Moo Kwan es el sistema del "Kukkiwon". El Chang Moo Kwan, como las otras principales escuelas "Kwans", apoyan al "Kukkiwon" y a la WTF.
En el principio de la "YMCA Kwon Bup Bu" y la "Chang Moo Kwan", el curiculo consistía de karate y chuan-fa. (McLain, 2009) El Chang Moo Kwan fue una de las dos escuelas de Taekwondo en ser influenciadas por el "Chuan-fa(Kwon Bup)". Algunas de las formas o patrones del "Chuan-fa" en el Chang Moo Kwan son: "Dan Kwon", "Doju San", "Jang Kwon", "Taijo Kwon" y Palgi Kwon".